# Desafuero
Desafuero es el procedimiento jurídico mediante el cual se suspende la inmunidad parlamentaria o funcional de un legislador, magistrado u otro funcionario público con fuero legal, autorizando su procesamiento penal o administrativo ordinario. Funciona como una excepción al principio de inmunidad, que protege a ciertos cargos frente a persecución sin la autorización del órgano legislativo correspondiente.

## Fundamento jurídico y alcance
El desafuero apunta a equilibrar dos principios básicos en regímenes democráticos: la autonomía funcional de los poderes del Estado, especialmente el Legislativo, y el sometimiento de todos los ciudadanos al imperio de la ley. La inmunidad no equivale a impunidad, sino que busca proteger contra presiones políticas indebidas. El desafuero permite el inicio de procesos judiciales por delitos —especialmente penales— cometidos por quienes gozan de fuero.

## Procedimiento
Generalmente se inicia a raíz de una solicitud del Ministerio Público o una autoridad judicial. Dicha solicitud se remite al pleno de la cámara legislativa correspondiente. Por lo común, se requiere mayoría calificada (por ejemplo, dos tercios) para aprobar el desafuero. Una vez aprobado, el funcionario puede ser procesado como cualquier ciudadano.

## Ámbitos de aplicación
El desafuero no se limita a parlamentarios; también puede aplicarse a ministros de Estado, jueces de altas cortes o presidentes, dependiendo del diseño institucional de cada país. En algunos sistemas, el fuero protege solo actos realizados en el ejercicio del cargo, mientras que en otros también delitos comunes cometidos durante el mandato. La norma suele requerir una distinción entre responsabilidad penal y política.

## Críticas y controversias
El desafuero es objeto de debate: por una parte, se considera esencial para evitar la judicialización de la política y frenar privilegios indebidos; por otra, se ha utilizado para blindar a legisladores involucrados en delitos, generando tensiones entre legalidad e igualdad ante la ley.